# Seguapallene echinata
Seguapallene echinata là một loài nhện biển trong họ Callipallenidae. Loài này thuộc chi Seguapallene. Seguapallene echinata được miêu tả khoa học năm 1938 bởi Calman.